# خوسيه لويس باريس
خوسيه لويس باريس (بالإسبانية: Jose Luis Paris)‏ هو موسيقي إسباني، ولد في 1936 في فيرول في إسبانيا، وتوفي في 2003.

## وصلات خارجية
- خوسيه لويس باريس على موقع ميوزك برينز (الإنجليزية)